# Simón Bolívar (Azuay)
Simón Bolívar ist eine Parroquia rural („ländliches Kirchspiel“) im Kanton Gualaceo der ecuadorianischen Provinz Azuay. Die Parroquia besitzt eine Fläche von 12,88 km². Die Einwohnerzahl lag im Jahr 2010 bei 1128. Die Parroquia wurde am 29. Juni 2006 gegründet. Namensgeber der Parroquia war Simón Bolívar, ein südamerikanischer Unabhängigkeitskämpfer. Neben dem Verwaltungssitz Gañanzol gibt es noch folgende Orte in der Parroquia: Cosacopte, Ganzhun, Pactente, San Pedro und Chupacag. In dem Gebiet wird hauptsächlich Landwirtschaft betrieben.

## Lage
Die Parroquia Simón Bolívar liegt am Westrand der Cordillera Real zwischen dem Río Santa Bárbara im Westen und dessen rechten Nebenfluss Río Zhio im Osten. Beide Flüsse treffen am nördlichsten Punkt der Parroquia aufeinander. Der Hauptort Gañanzol befindet sich 9,5 km südlich der Stadt Gualaceo auf einer Höhe von 2600 m. Die Fernstraße E594 (Gualaceo–Gualaquiza) verläuft entlang der westlichen Grenze der Parroquia.
Die Parroquia Simón Bolívar grenzt im Süden an die Parroquias Güel und Sígsig (beide im Kanton Sígsig), im Westen an die Parroquia San Juan, im Osten an die Parroquias Chordeleg und San Martín de Puzhío (beide im Kanton Chordeleg).